# Pseudobagarius subtilis
Pseudobagarius subtilis är en fiskart som först beskrevs av Ng och Kottelat, 1998.  Pseudobagarius subtilis ingår i släktet Pseudobagarius och familjen Akysidae. IUCN kategoriserar arten globalt som otillräckligt studerad. Inga underarter finns listade i Catalogue of Life.